# Heybridge (Australia)
Heybridge – miasto w Australii, w północnej części Tasmanii.